# Paola United FC
Paola United FC – maltański klub piłkarski, mający swoją siedzibę w mieście Paola w południowo-wschodniej części kraju.

## Historia
Chronologia nazw:
- 1913: Paola Rovers FC
- 1919: Paola United FC
- 1921: klub rozformowano

Klub piłkarski Paola Rovers FC został założony w miejscowości Paola w 1913 roku. W sezonie 1917/18 zespół startował w First Division, gdzie zajął 6.miejsce. W następnym sezonie nie uczestniczył w rozgrywkach na najwyższym poziomie. W sezonie 1919/20 zmienił nazwę na Paola United FC i zajął ostatnie 6.miejsce, ale pozostał w pierwszej dywizji. Po zakończeniu sezonu 1920/21, w którym był piątym, klub został rozformowany. Od 1922 roku miasto reprezentował Hibernians FC.

## Sukcesy

### Trofea międzynarodowe
Nie uczestniczył w rozgrywkach europejskich (stan na 31-05-2017).

### Trofea krajowe
| \| \| Zdobyte trofea w rozgrywkach Malty (stan na: 31-05-2017) \| |                                                          |      |          |
| Rozgrywki                                                         | Osiągnięcie                                              | Razy | Sezon(y) |
| Mistrzostwo                                                       | I miejsce                                                | 0    |          |
| Mistrzostwo                                                       | II miejsce                                               | 0    |          |
| Mistrzostwo                                                       | III miejsce                                              | 0    |          |
| Mistrzostwo                                                       | 5.miejsce                                                | 1    | 1920/21  |
| Puchar                                                            | zdobywca                                                 | 0    |          |
| Puchar                                                            | finalista                                                | 0    | 1917/18  |
| Malta                                                             | Zdobyte trofea w rozgrywkach Malty (stan na: 31-05-2017) |      |          |

## Stadion
Klub rozgrywał swoje mecze domowe na stadionie Empire Stadium w Gżirze, który może pomieścić 30000 widzów.